# Circondario di Freyung-Grafenau
Il circondario di Freyung-Grafenau è uno dei circondari dello stato tedesco della Baviera.
Fa parte del distretto governativo della Bassa Baviera

## Città e comuni
(Abitanti il 31 dicembre 2023)
| Comuni del circondario | Città 1. Freyung (7 263) 2. Grafenau (8 229) 3. Waldkirchen (11 221) | Comuni 1. Eppenschlag (953) 2. Fürsteneck (841) 3. Grainet (2 478) 4. Haidmühle (1 408) 5. Hinterschmiding (2 471) 6. Hohenau (3 327) 7. Innernzell (1 562) 8. Jandelsbrunn (3 370) 9. Mauth (2 184) 10. Neureichenau (4 462) 11. Neuschönau (2 180) 12. Perlesreut (2 931) 13. Philippsreut (605) 14. Ringelai (1 928) 15. Röhrnbach (4 358) 16. Saldenburg (2 004) 17. Sankt Oswald-Riedlhütte (2 975) 18. Schöfweg (1 320) 19. Schönberg (3 902) 20. Spiegelau (3 918) 21. Thurmansbang (2 576) 22. Zenting (1 137) |